# Heterimpia
Heterimpia là một chi bướm đêm thuộc họ Geometridae.